# Silvija Šimfa
 (août 2016).
Silvija Šimfa (née en 1954) est une femme politique lettonne élue de 2014 à 2018 à la douzième Saeima.